# José Fonte
José Miguel da Rocha Fonte vagy egyszerűen José Fonte (Penafiel, 1983. december 22. –) portugál válogatott labdarúgó, aki jelenleg a Braga
játékosa.

## Sikerei, díjai
- Southampton
  - Football League Trophy: 2010
- Portugália
  - Európa-bajnok (1): 2016

## Statisztikái

### Klubokban
Legutóbb 2019. március 15-én lett frissítve.
| Klub                         | Szezon         | League               | League          | League | Nemzeti kupa    | Nemzeti kupa | Ligakupa        | Ligakupa | Nemzetközi      | Nemzetközi | Egyéb           | Egyéb | Összesen        | Összesen |
| Klub                         | Szezon         | Bajnokság            | Pályára lépések | Gólok  | Pályára lépések | Gólok        | Pályára lépések | Gólok    | Pályára lépések | Gólok      | Pályára lépések | Gólok | Pályára lépések | Gólok    |
| ---------------------------- | -------------- | -------------------- | --------------- | ------ | --------------- | ------------ | --------------- | -------- | --------------- | ---------- | --------------- | ----- | --------------- | -------- |
| Sporting B                   | 2002–03        | Second Division      | 22              | 0      | —               | —            | —               | —        | —               | —          | —               | —     | 22              | 0        |
| Sporting B                   | 2003–04        | Second Division      | 37              | 0      | —               | —            | —               | —        | —               | —          | —               | —     | 37              | 0        |
| Sporting B                   | Összesen       | Összesen             | 59              | 0      | —               | —            | —               | —        | —               | —          | —               | —     | 59              | 0        |
| Felgueiras                   | 2004–05        | Segunda Liga         | 28              | 1      | 1               | 0            | —               | —        | —               | —          | —               | —     | 29              | 1        |
| Vitória Setúbal              | 2005–06        | Primeira Liga        | 15              | 0      | 0               | 0            | —               | —        | 2               | 0          | —               | —     | 17              | 0        |
| Paços Ferreira (kölcsönben)  | 2005–06        | Primeira Liga        | 11              | 1      | 0               | 0            | —               | —        | —               | —          | —               | —     | 11              | 1        |
| Estrela Amadora (kölcsönben) | 2006–07        | Primeira Liga        | 25              | 1      | 2               | 0            | —               | —        | —               | —          | —               | —     | 27              | 1        |
| Crystal Palace (kölcsönben)  | 2007–08        | Championship         | 22              | 1      | 1               | 0            | 1               | 0        | —               | —          | 2               | 0     | 26              | 1        |
| Crystal Palace               | 2008–09        | Championship         | 38              | 4      | 2               | 0            | 1               | 0        | —               | —          | —               | —     | 41              | 4        |
| Crystal Palace               | 2009–10        | Championship         | 22              | 1      | 1               | 0            | 2               | 0        | —               | —          | 0               | 0     | 25              | 1        |
| Crystal Palace               | Összesen       | Összesen             | 82              | 6      | 4               | 0            | 4               | 0        | —               | —          | 2               | 0     | 92              | 6        |
| Southampton                  | 2009–10        | League One           | 21              | 0      | 0               | 0            | 0               | 0        | —               | —          | 3               | 0     | 24              | 0        |
| Southampton                  | 2010–11        | League One           | 43              | 7      | 2               | 0            | 2               | 0        | —               | —          | 1               | 0     | 48              | 7        |
| Southampton                  | 2011–12        | Championship         | 42              | 1      | 1               | 0            | 1               | 0        | —               | —          | —               | —     | 44              | 1        |
| Southampton                  | 2012–13        | Premier League       | 27              | 2      | 1               | 0            | 0               | 0        | —               | —          | —               | —     | 28              | 2        |
| Southampton                  | 2013–14        | Premier League       | 36              | 3      | 1               | 0            | 1               | 0        | —               | —          | —               | —     | 38              | 3        |
| Southampton                  | 2014–15l       | Premier League       | 37              | 0      | 3               | 0            | 4               | 0        | —               | —          | —               | —     | 44              | 0        |
| Southampton                  | 2015–16        | Premier League       | 37              | 2      | 1               | 0            | 1               | 0        | 4               | 0          | —               | —     | 43              | 2        |
| Southampton                  | 2016–17        | Premier League       | 17              | 0      | 0               | 0            | 2               | 0        | 0               | 0          | —               | —     | 19              | 0        |
| Southampton                  | összesen       | összesen             | 260             | 15     | 9               | 0            | 11              | 0        | 4               | 0          | 4               | 0     | 288             | 15       |
| West Ham United              | 2016–17        | Premier League       | 16              | 0      | —               | —            | —               | —        | —               | —          | —               | —     | 16              | 0        |
| West Ham United              | 2017–18        | Premier League       | 8               | 0      | 0               | 0            | 0               | 0        | —               | —          | —               | —     | 8               | 0        |
| West Ham United              | Összesen       | Összesen             | 24              | 0      | 0               | 0            | 0               | 0        | 0               | 0          | 0               | 0     | 24              | 0        |
| Talien Jifang                | 2018           | Chinese Super League | 7               | 0      | 2               | 0            | —               | —        | —               | —          | —               | —     | 9               | 0        |
| Lille                        | 2018–19        | Ligue 1              | 27              | 1      | 2               | 0            | 0               | 0        | —               | —          | —               | —     | 29              | 1        |
| Teljes karrier               | Teljes karrier | Teljes karrier       | 536             | 25     | 20              | 0            | 15              | 0        | 6               | 0          | 6               | 0     | 583             | 25       |

1. ↑  Pályára lépések az Európa-ligánban
2. ↑  Pályára lépések a English Football League-rájátszásán
3. ↑  Pályára lépések a Football League Trophyban
4. ↑  Pályára lépések a Football League Trophyban

### A válogatottban
Legutóbb 2018. november 17-én lett frissítve.
| Nemzet     | Év       | Pályára lépések | Gólok |
| ---------- | -------- | --------------- | ----- |
| Portugália | 2014     | 1               | 0     |
| Portugália | 2015     | 7               | 0     |
| Portugália | 2016     | 12              | 0     |
| Portugália | 2017     | 7               | 0     |
| Portugália | 2018     | 9               | 0     |
| Összesen   | Összesen | 36              | 0     |